# 高屋敷英夫
高屋敷 英夫（たかやしき ひでお、1947年8月1日 - ）は、日本の脚本家、小説家。岩手県出身。元妻は、同じく脚本家の金春智子。

## 来歴
中学生、高校生時代は野球部で活動、ポジションはショートだった。
東洋大学文学部を中退後、虫プロダクションに入社し、脚本作りや演出を手伝う。その後『あしたのジョー』で脚本家デビューし、退社後、マッドハウスを経て1979年頃にフリーのライターになる。テレビドラマ・テレビアニメの脚本を多数手掛け、1970年代半ばから1983年頃までテレビアニメの演出家としても活動した。
演出を担当した主なアニメ作品は、『元祖天才バカボン』『家なき子』『ベルサイユのばら』『忍者マン一平』（チーフディレクターも務めた）など。『ルパン三世 (TV第2シリーズ)』では、毛利蘭のペンネームを使用している。
小説家としても活動しており、作品に『小説ドラゴンクエスト』（I - III）などがある。
近年では、マッドハウス作品を中心にシリーズ構成を務めており、脚本も手掛けている。

## 参加作品

### テレビアニメ
1972年
- ど根性ガエル（演出助手）

1973年
- ジャングル黒べえ（演出助手）
- 空手バカ一代（演出助手、ディレクター）

1974年
- 柔道讃歌（絵コンテ）

1975年
- ガンバの冒険（脚本）
- 元祖天才バカボン（-1977年、演出・脚本）

1976年
- 大空魔竜ガイキング（演出）
- まんが世界昔ばなし（演出・脚本）

1977年
- ルパン三世 (TV第2シリーズ)（脚本）
- 家なき子（-1978年、演出）

1978年
- 宝島（-1979年、ディレクター）

1979年
- ベルサイユのばら（-1980年、絵コンテ・演出）

1980年
- 鉄腕アトム（新）（-1981年、脚本）
- 怪物くん（新）（-1981年、脚本）

1981年
- あしたのジョー2（脚本）
- じゃりン子チエ（脚本）
- 太陽の使者 鉄人28号（脚本）
- 新・ど根性ガエル（-1982年、脚本）
- おじゃまんが山田くん（-1982年、脚本）

1982年
- 忍者マン一平（チーフディレクター・脚本）
- 孫悟空シルクロードをとぶ!!（監督）

1983年
- キャッツ・アイ（-1985年、脚本）

1984年
- 銀河パトロールPJ（脚色）
- ふたり鷹（脚本）
- ルパン三世 PARTIII（脚本）
- オヨネコぶーにゃん（-1985年、脚本）

1985年
- 忍者戦士飛影（-1986年、脚本）
- 夢の星のボタンノーズ（-1986年、脚本）

1986年
- ワンダービートS-スクランブル-（脚本）
- ロボタン（リメイク版）（脚本）
- あんみつ姫（-1987年、脚本）

1987年
- めぞん一刻（-1988年、シリーズ構成（53話以降）・脚本）

1988年
- F-エフ（シリーズ構成・脚本）

1989年
- らんま1/2（脚本）
- まじかるハット（-1990年、脚本）

1990年
- たいむとらぶるトンデケマン!（脚本）

1991年
- おにいさまへ…（-1992年、シリーズ構成・脚本）

1992年
- コボちゃん（-1994年、脚本）

1993年
- ミラクル☆ガールズ（脚本）

1995年
- 飛べ!イサミ（-1996年、シリーズ構成〈元妻金春智子との共作〉・脚本）

1996年
- きこちゃんすまいる（脚本）

1998年
- Bビーダマン爆外伝（脚本）
- MASTERキートン（脚本）
- それいけ!アンパンマン（-1999年、脚本）

1999年
- Bビーダマン爆外伝V（脚本）

2000年
- 陽だまりの樹（脚本）

2001年
- タッチ CROSS ROAD〜風のゆくえ〜（アメリカ取材協力）

2002年
- フォルツァ!ひでまる（シリーズ構成・脚本）
- 花田少年史（脚本）

2005年
- おくさまは女子高生（シリーズ構成・脚本）
- 闘牌伝説アカギ 〜闇に舞い降りた天才〜（シリーズ構成・脚本）

2006年
- Strawberry Panic（脚本）

2007年
- 怪物王女（脚本）
- 逆境無頼カイジ（シリーズ構成・脚本）

2008年
- ONE OUTS -ワンナウツ-（シリーズ構成・脚本）

2009年
- RIDEBACK -ライドバック-（シリーズ構成・脚本）
- 蒼天航路（シリーズ構成・脚本）

2010年
- RAINBOW-二舎六房の七人-（シリーズ構成・脚本）

2011年
- 逆境無頼カイジ 破戒録篇（シリーズ構成・脚本）
- X-MEN（脚本）

2013年
- はじめの一歩 Rising（脚本）

2016年
- DAYS（脚本）

2018年
- グラゼニ（シリーズ構成・脚本）

### 劇場アニメ
1981年
- マンザイ太閤記（監督・脚本）

1984年
- 冒険者たち ガンバと7匹のなかま（脚本）

1986年
- スーパーマリオブラザーズ ピーチ姫救出大作戦!（脚本）
- 火の鳥 鳳凰編（脚本）

1987年
- はだしのゲン2（脚本）

1988年
- はれときどきぶた（脚本）

1989年
- マイメロディの赤ずきん（脚本）

1990年
- ハローキティのおやゆびひめ（脚本）

1991年
- うる星やつら いつだってマイ・ダーリン（脚本）

1994年
- かっ飛ばせ!ドリーマーズ 〜カープ誕生物語〜（脚本）

### OVA
1986年
- ザ・超女（脚本）
- 魔物語 愛しのベティ（脚本）

1987年
- 笑う標的（脚本）

1988年
- 1ポンドの福音（脚本）

1991年
- めぞん一刻　番外編 一刻島ナンパ始末記（脚本）

### テレビドラマ
1987年
- ガクエン情報部H.I.P.（脚本）
- オレの妹急上昇（脚本）

### 著作
- 小説ドラゴンクエストシリーズ（いずれもエニックス・刊）
  - ドラゴンクエスト（上巻・下巻、1989年）
  - ドラゴンクエストII 悪霊の神々（上巻・下巻、1989年）
  - ドラゴンクエストIII そして伝説へ…（上巻・下巻、1990年）
- キャッツ♥アイ 小説版（原作：北条司、集英社、1996年）